# Luchtmacht Beveiliging

Embleem ISAF-uitzending

Embleem EUFOR-uitzending

Embleem KFOR-uitzending

Luchtmacht Beveiliging is het vakgebied binnen de Koninklijke Luchtmacht en dat belast is met de bewaking van materieel en personeel. Net als bij het Belgische Luchtcomponent van Defensie is de uitvoering in handen van zogenoemde 'Air Mobile Protection Teams' (AMPT).
Het bewakingspersoneel in de rang van korporaal tot en met eerste luitenant behoort tot de luchtmachtmilitairen die de vereiste specialistische grondverdediging moeten leveren ter bescherming van de wapensystemen tegen de gevolgen van vijandelijke grondacties op en in de directe omgeving van luchtmachtbases in eigen land en tijdens uitzendingen.
Zij vormen de basis van de luchtmacht grondverdedigingsmacht (force protection) ter bescherming van alle basisvoorzieningen, infrastructuur en het overig luchtmachtpersoneel tegen iedere vijandelijke actie op de grond tot een kilometer van de basisperimeter. Zij geven ook instructie aan het overig luchtmachtpersoneel in diverse aspecten die betrekking hebben op grondverdediging.

## Geschiedenis

### Vorming van het Commando Luchtvaarttroepen (LVT)
In 1945, vlak na het einde van de Tweede Wereldoorlog, moesten de nieuwe Luchtstrijdkrachten (LSK) uit het niets worden opgebouwd. De toen beschikbare militaire vliegvelden werden voorzien van materieel en vliegtuigen. Vaak waren dit overtollige Engelse voorraden.
Omdat iedere vorm van beveiliging voor deze vliegvelden nog ontbrak kreeg de toenmalige Luitenant Kolonel Zegers van Generaal Majoor Giebel van het Commando Luchtstrijdkrachten, eind 1945 de opdracht tot het vormen van een nieuw regiment dat zou worden belast met één specifieke taak: de beveiliging van alle militaire vliegvelden.
De opleiding duurde lang en de eisen waren zwaar, omdat men de beschikking wilde hebben over een elite-eenheid. De naam van het nieuwe regiment werd het commando Luchtvaarttroepen (LVT).
De opdracht voor de vorming van het commando LVT, eind 1945, was moeilijk. Er was kader nodig. Daarom werden alle toekomstige LVT-officieren en -onderofficieren eerst herschoold op de Klooster- en de Chassé kazerne te Breda. In maart 1946 ging eerst nog een voordetachement naar Breda en in april 1946 kwamen er de eerste 200 dienstplichtigen op.
Omdat zij deel zouden uitmaken van een keurkorps werd de dienstplicht voor de aanstaande LVT’ers gesteld op een periode van 2 jaar. De eerste 9 maanden bestonden uit een infanterie en een beveiligingsopleiding gevolgd door 15 maanden plaatsing op een militair vliegveld. Naast de beveiligingstaken die in pelotonsterkte werden uitgevoerd waren de LVT’ers hier ook gespecialiseerd in vliegtuigherkenning en in de bediening van de lokale luchtafweer.
Tijdens de introductie werd hen te kennen gegeven dat een deel van hen misschien in Indië werd gelegerd. Ze werden voorlopig gelegerd in de Kloosterkazerne want de Chassékazerne was toen nog bezet door troepen van de 1e Poolse pantserdivisie van generaal Maczek, die Breda hadden bevrijd. In juni 1946 kwamen uit alle delen van het land 1300 man naar Breda; de rest van de eigenlijke lichting 1945. Uit de totaal 1.500 man werden twee bataljons gevormd.
Luitenant-kolonel Zegers was niet alleen de bouwer en de grote motor achter het commando Luchtvaarttroepen maar werd ook de eerste commandant van dit eliteonderdeel. Bij de eerste verjaardag van het commando LVT, op 1 april 1947, werden de manschappen door generaal-majoor Giebel de "mariniers van de militaire luchtvaart" genoemd. Hij begreep als geen ander dat de luchtmacht voor de beveiliging van haar vliegvelden over een keurkorps diende te beschikken. Daarom werden ook enkele speciale symbolen toegekend.
Na het volbrengen van de eerste negen maanden opleiding ontving iedere LVT’er een grijsblauwe baret met een LVT-embleem bestaande uit de adelaar, de vliegersvink, met daarboven een kroon en eronder twee gekruiste geweren ten teken van de indeling als operationeel infanterist bij de Luchtmacht. De bijbehorende wapenspreuk was: "Krijgstucht en Kameraadschap".
Eind van dezelfde maand werd door het toenmalige Commando Militaire Luchtvaart in Batavia het verzoek gedaan voor ondersteuning van de vliegveldbeveiliging in Nederlands-Indië met vier compagnieën LVT. Deze werden georganiseerd als tirailleurcompagnie ingezet. Het vertrek werd gesteld op juli 1947.
Het verblijf van de LVT-compagnieën duurde tot maart 1950 toen de laatste LVT-compagnie met het ss Waterman terugkeerde in Nederland. Bij terugkeer werden alle leden van de Indië compagnieën Luchtvaarttroepen met een persoonlijk schrijven door Prins Bernhard een "Welkom Thuis" geheten.

### Omvorming tot Luchtmacht Bewakingskorps (LBK)
In het begin van de jaren zestig van de 20e eeuw werd de Koninklijke Luchtmacht gereorganiseerd. Niet alleen werd de Nederlandse krijgsmacht geïntegreerd in de NAVO maar ook werden de eerste Amerikaanse atoomwapens in Europa gestationeerd. Aan de vele complexe, strenge en zeer stringente Amerikaanse veiligheidseisen die voor de bewaking van deze wapens benodigd waren kon het commando Luchtvaarttroepen, specifiek opgeleid als infanterist, niet langer voldoen. Het commando LVT werd ontbonden en omgevormd tot het Luchtmacht Bewakingskorps (LBK). Het LBK werd niet alleen specifiek opgeleid voor de standaardbewaking van alle luchtmachtonderdelen. Het werd tevens ingezet voor de bewaking van speciale streng beveiligde objecten op de vliegbasis Volkel waarvan men vermoedde dat er atoombommen lagen opgeslagen. Hiervoor werd ook de persoonlijke bewapening aangepast met het 9mm Browning FN pistool voor politietaken en de M1 karabijn en het Browning Automatic Rifle (BAR) voor het verdedigen van de vliegbasis en de speciale objecten. Ook voerde het LBK politietaken uit. Hierbij waren ze herkenbaar aan de witte uitmonstering die op de battledress werd gedragen (petovertrek, koppel, fluitkoord, handschoenen en beenkappen).

### Introductie Luchtmacht Bewaking (LB) als dienstvak
In de loop van de reorganisaties in de daaropvolgende jaren veranderde ook de luchtmacht verder. Het Luchtmacht Bewakingskorps werd in 1968 opgeheven en de specialisatie Luchtmacht Bewaking werd als een apart dienstvak ingevoerd. Hierbij vervielen de door het LBK uitgevoerde politietaken; de overige bewakingstaken werden gewoon uitgevoerd. Het LB personeel werd herkenbaar aan de witte binnenhelm, koppel en handschoenen en aan een rode bef die op de groene – later grijze en daarna weer groene - battledress werd gedragen. De persoonlijke bewapening werd weer aangepast; het Browning FN pistool bleef gehandhaafd, de M1 karabijn werd vervangen door het Fusil Automatique Leger (FAL) geweer en de BAR werd vervangen door het snelvuur Fusil Automatique Lourd (FALO) ondersteuningswapen. Ook werd als raketwerper het Light Antitank Weapon (LAW) ingevoerd. Het dienstvak Luchtmacht Bewaking werd in de jaren 1970 nog gewijzigd in Grondverdediging (GRV) en in de jaren 1980 in Grondoperatiën (GRO) maar inhoudelijk verschilde er weinig aan de oorspronkelijke taak. Wel werd de bewapening weer herzien en ging men over op Diemaco C7 en 8, Glock 17, MAG en Minimi. Tegenwoordig is het alom bekend als Luchtmacht Beveiliging. De laatste jaren werd veel LB personeel ingezet voor de missies van SFOR, KFOR (beide voormalig Joegoslavië), SFIR (Irak), EUFOR (voormalig Joegoslavië) en ISAF (Afghanistan). De KLU maakt ook gebruik van VB’ers(Vredes Bewakers). Deze worden vanuit de GLR(Groep Luchtmacht Reserve) ingezet.

## Algemeen
De bewaking van de Koninklijke Landmacht en Koninklijke Marine is sedert enige jaren in handen van paramilitaire organisaties; bewakers bij de landmacht of marine doen geüniformeerd en gewapend dienst maar zijn eigenlijk burger.
Vanwege het feit dat luchtmachteenheden tijdens een uitzending hun 'eigen' beveiligingspersoneel meenemen is in tegenstelling tot de andere krijgsmachtdelen al het personeel werkzaam bij de Luchtmacht Beveiliging ook daadwerkelijk luchtmachtmilitair. De LB-militair maakt dan ook deel uit van een professionele militaire beveiligingsorganisatie. Dit houdt in dat voldaan moet zijn aan de initiële militaire opleiding (IMO), de aanvullende opleidingen en de grondoperationele opleidingen. Men kan zich niet alleen bekwamen in de brevetten voor scherpschutter op diverse wapens en langeafstandschutter, maar ook voor de opleidingen in de burger beveiligingssector. De Koninklijke Luchtmacht verzorgt de gehele opleiding en training afgerond met alle officiële diploma’s zodat het LB personeel na afloop van het contract ook in de particuliere beveiligingssector mogelijkheden heeft.
De beveiliging en bewaking worden 'grondverdediging' genoemd. Ook de luchtmachten van andere landen hebben hun eigen beveiligingspersoneel met specifieke taken.

## Functies
Binnen de grondverdediging worden de volgende functies onderscheiden:
- Bewaking
- Hondengeleiding
- Objectgrondverdediging

### Bewaking (grondverdediging)
Iemand ingedeeld bij de grondverdediging maakt deel uit van het bewakingspersoneel op een van de luchtmachtonderdelen. Tijdens dagdienst controleert de bewaking iedereen die het onderdeel op wil of wordt er patrouille gereden. Tijdens avond- of nachtdienst loopt de bewaking patrouilles of bezet men de diverse wachtposten. Iemand ingedeeld bij de bewaking moet een prima conditie hebben en houden; sport maakt dus deel uit van de verplichte training. Ook de specifieke vaktechnische vaardigheden (schietoefeningen, wapen en gasmaskerdrills, riot control, brandbestrijding en EHBO) maken deel uit van de verplichte training en worden op peil gehouden.
Wordt iemand – door vooropleiding of interne promotie – in de bewaking op een leidinggevende positie geplaatst, dan is hij verantwoordelijk voor de effectieve inzet van een bewakingspeloton bestaande uit 3 groepen van 10 bewakers. Is iemand ingedeeld als wachtcommandant dan geeft hij leiding aan de bewakers die de posten bezetten en patrouilles lopen. Zelf is hij verantwoordelijk voor het toezicht op de alarmcentrale waar meldingen binnenkomen van mogelijke indringers die door de elektronische detectiemiddelen ontdekt worden. Na een alarm is hij er verantwoordelijk voor dat het initieel reactieteam (IRT) snel en op goede wijze ingezet wordt, eventueel ondersteund door hondengeleiders.
Ook leden van de Groep Luchtmacht Reserve hebben als hoofdtaak het ondersteunen van deze vredesbewakingstaken.

### Hondengeleiding
Het beveiligen van luchtmachtonderdelen in Nederland en in het buitenland gebeurt ook met honden. Deze taak verrichten onderofficieren en korporaals in de functie van hondengeleiders. Tijdens (inter)nationale oefeningen en uitzendingen bewaken hondengeleiders gevoelige objecten als flightlines, kampementen of verboden gebieden. Een geleider loopt in een toegewezen sector van een vliegbasis patrouilles met zijn eigen hond en controleert b.v. op ongeoorloofd betreden. Naast het op peil houden van de 'gewone' grondoperationele vaardigheden moet hij ook vaktechnische vaardigheden met zijn hond bijhouden. Er zijn ook speciale teams waarvan de hond niet als waakhond maar als explosievenspeurhond getraind is. De hondenschool van de KMSL op Vliegbasis Woensdrecht gebruikt getrainde herdershonden voor opsporing van explosieven, door een digitale fotocamera op de kop te bevestigen. De hond kan dan zelfstandig explosieven vinden. De begeleider volgt met een draagbaar videoscherm de zoekacties op (een veilige) afstand.

### Object Grondverdediging (OGRV)
De vliegtuigen, helikopters en luchtverdedigingsystemen zijn kostbaar, ze dienen dus goed beveiligd te worden. De hoofdtaak van een OGRV-peloton is het bewaken van F-16's, Apaches, overige vliegtuigen en raketsystemen, tijdens oefeningen in binnen- en buitenland en tijdens uitzendingen.

## Reorganisatie
Alle burgers van de paramilitaire beveiligings- en bewakingsdiensten van de operationele commando’s CLAS (landmacht bewaking) en CZSK (Marine Bewakingskorps) zijn in 2011 geïntegreerd in de Defensie Bewakings- en BeveiligingsOrganisatie (DBBO) onder het Defensie Ondersteuningscommando (DOSCO). Ook de beveiliging van de Directie Beveiliging Vastgoed van Defensie is hierin opgenomen. Deze samenvoeging betekent een besparing van 3 tot 6 miljoen euro.
Het beveiligingspersoneel van de Koninklijke Marechaussee is vanwege de aparte status niet in de reorganisatie betrokken. Het personeel werkzaam bij de Luchtmacht Beveiliging van de vliegbasis Volkel en bij Object Grondverdediging (OGRV) is wereldwijd inzetbaar en daarom ook niet in deze reorganisatie opgenomen.